# Penaincisalia candor
Penaincisalia candor är en fjärilsart som beskrevs av Druce 1907. Penaincisalia candor ingår i släktet Penaincisalia och familjen juvelvingar. Inga underarter finns listade i Catalogue of Life.